# رجا العتيبي
رجا العتيبي مخرج وكاتب مسرحي سعودي،، وكاتب سيناريو ،عين مديراً للجمعية العربية السعودية للثقافة والفنون في الرياض عام 2011م. يكتب زاوية (الحقيقة شمس) في جريدة الجزيرة السعودية، وقام بكتابة وإخراج العديد من المسرحيات من أبرزها مسرحية (عمرو بن كلثوم) التي عرضت في افتتاح مهرجان سوق عكاظ عام 2014م.

## التعليم
- حاصل على ماجستير مسرح من جامعة الملك عبد العزيز بجدة.[6]
- حاصل على درجة الماجستير في إدراة الموارد البشرية.[3]

## العمل والمناصب
- يعمل حاليا محاضرا في قسم السينما والمسرح، بكلية الإعلام والاتصال بجامعة الإمام محمد بن سعود[7]
- عمل رئيساً للجنة المسرح في جمعية الثقافة والفنون بالرياض من عام 2008م.[8]
- مدير مهرجان الرياض الأول للمونودراما عام 2008م.[9]
- مؤسس ومدير مسابقة (مسرح شباب الرياض) على مدار أربعة مواسم، ابتداءً من عام 2012م، بتنظيم من جمعية الثقافة والفنون بالرياض. تهدف المسابقة إلى دعم المواهب المسرحية الشابة، وتوفير منصة فنية تبرز طاقاتهم وتمنحهم فرصة الظهور والتطوير.[10]
- عمل مديراً للجمعية العربية السعودية للثقافة والفنون في الرياض من عام 2011م.[11]
- عضو هيئة تدريس بجامعة اليمامة سابقا.[12]

## مسرحيات وأعمال
- أخرج أوبريت النخلة عام 2019 لصالح مركز الملك العزيز للحوار الوطني، وعرض على مركز الملك فهد الثقافي[13]
- كتب مسرحية (طرفة بن العبد) التي عرضت ضمن فعاليات مهرجان سوق عكاظ الرابع عام 2010م، وهي من بطولة الفنان نايف خلف وإخراج شادي عاشور[14]
- أخرج مسرحية (زهير بن أبي سلمى) في النسخة الخامسة من سوق عكاظ عام 2011.[15]
- كتب مسرحية (الأجساد) التي عرضت في مهرجان المسرح الخليجي للفرق الأهلية الثاني عشر في سلطنة عمان عام 2012م.[16]
- أخرج مسرحية (شعبان والرومان) عام 2012م، وهي من بطولة الفنان خالد سامي.[17]
- كتب مسرحية (عمرو بن كلثوم) التي عرضت في افتتاح سوق عكاظ عام 2014م.[18]
- أخرج مسرحية (الدريشة الرومانسية) عام 2014م، ووهي من بطولة الفنانين: مشعل المطيري ودريعان الدريعان ومحمد القس وبدر اللحيد.[19]
- أخرج مسرحية ( وسطي بلا وسطية ) عام 2006م، وهي من بطولة: حبيب الحبيب، إيراهيم الحساوي، محسن الشهري.[20]
- كتب قصة وسيناريو فيلم (اعذريني) عام 2020م، وهو من بطولة أضوى فهد، ومحمد علي.[21]
- كتب مسرحية (سنة واحدة من العزلة ) أنتجت ضمن مبادرة هيئة الادب والنشر والترجمة (الغلاف الثالث) وتعرض الآن على قناة الثقافية ومنصة شاهد[22]
- كتب وأنتج مسرحية ( كانت غضبة ) بدعم من برنامج ستار في هيئة المسرح والفنون الادائية بوزارة الثقافة 2025م[23]

## المؤلفات
| الكتاب                    | التاريخ | ملاحظات |
| ------------------------- | ------- | ------- |
| التنوير في المسرح السعودي | 2022    | [ 24 ]  |

## تكريم
- كرمته جامعة الملك سعود نظير جهوده في المسرح السعودي، وإسهاماته المتنوعة في مسرح الجامعة، 2024م.[25]
- كرمته جمعية الثقافة والفنون بالرياض في ختام فعاليات الدورة السادسة من مسابقة "مسرح شباب الرياض عام 2018م. [26]
- كرمه كرسي غازي القصيبي بجامعة اليمامة نظير جهوده الحراك المسرحي.[27]
- كرمه مهرجان الجنادرية المسرحي.[28]